# Paul Koebe

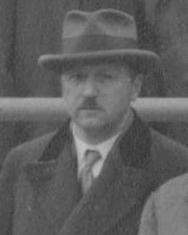
Paul Koebe, 1930 in Jena

Paul Koebe (* 15. Februar 1882 in Luckenwalde; † 6. August 1945 in Leipzig) war ein deutscher Mathematiker, der sich fast ausschließlich mit Funktionentheorie beschäftigte.

## Leben
Koebe war der Sohn eines Fabrikbesitzers in Luckenwalde (Löschfahrzeuge für die Feuerwehr) und besuchte das Joachimsthalsche Gymnasium in Berlin. Er studierte in Kiel (Sommersemester 1900) und danach an der Technischen Hochschule und der Universität in Berlin, wo er bei Hermann Amandus Schwarz 1905 promovierte. Ein weiterer seiner Lehrer war Friedrich Schottky. Danach ging er nach Göttingen, wo er sich 1907 habilitierte und 1910 außerplanmäßiger außerordentlicher Professor wurde. 1911 bis 1914 war er außerordentlicher Professor in Leipzig, danach ordentlicher Professor in Jena und ab 1926 in Leipzig, wo er 1933 bis 1935 Dekan der mathematisch-naturwissenschaftlichen Fakultät war. 1922 erhielt er den Ackermann-Teubner-Gedächtnispreis. Im November 1933 unterzeichnete er das Bekenntnis der deutschen Professoren zu Adolf Hitler.
Koebe war Mitglied der sächsischen, der preußischen, der Heidelberger, der Göttinger und der Finnischen Akademie der Wissenschaften. Zu seinen Doktoranden in Leipzig zählten Herbert Grötzsch und Hans Schubert. Heinz Prüfer habilitierte sich bei ihm und war sein Assistent.
Koebe heiratete nie. Er starb an Magenkrebs und wurde in der Familiengrabstätte auf dem Evangelischen Friedhof in Luckenwalde beigesetzt.

## Werk
Koebe wurde 1907 schnell berühmt für seinen Beweis des von Felix Klein, Schwarz und Henri Poincaré vorbereiteten Uniformisierungstheorems für riemannsche Flächen, ein Thema, auf das er immer wieder in unterschiedlichen Varianten zurückkam. Dieser Uniformisierungssatz ist die Verallgemeinerung des riemannschen Abbildungssatzes auf riemannsche Flächen. Er löste damit das 22. von Hilberts Problemen, damals eines der größten ungelösten Probleme der Mathematik. Für den ursprünglichen Beweis des Hauptsatzes der Uniformisierungstheorie benutzte er einen nach ihm benannten Verzerrungssatz (den „Viertelsatz“). Koebe gab 1914 auch einen Beweis von Riemanns Abbildungssatz, der den Beweis von Carathéodory von 1912 vereinfachte. Davor hatte 1907 auch Poincaré einen Beweis des Hauptsatzes der Uniformisierungstheorie mit seiner „Methode de Balayage“ gegeben. Das Theorem besagt, dass eine einfach zusammenhängende Riemannfläche biholomorph äquivalent (d. h. durch eineindeutige analytische Funktionen abbildbar auf…) entweder zur Riemann-Sphäre, der komplexen Ebene oder der Einheitsscheibe ist. Bei beliebigen Riemannflächen, die sich als Quotientenräume ihrer Überlagerungsfläche modulo Abbildungen diskreter Gruppen ergeben, ist die Überlagerungsfläche einfach zusammenhängend, und das Theorem greift ebenfalls.
Einer von Koebes Verzerrungssätzen ist das „koebesche ¼-Theorem“ (Viertelsatz) für Abbildungen der Einheitskreisscheibe durch schlichte Funktionen: Die offene Kreisscheibe mit Radius {\displaystyle {\tfrac {1}{4}}} um den Ursprung ist im Bild einer Abbildung des Inneren der Einheitskreisscheibe D durch beliebige (in D) schlichte Funktionen. Dabei ist der Wert {\displaystyle {\tfrac {1}{4}}} bestmöglich, wie das Beispiel der Koebe-Funktion {\displaystyle f(z)={\tfrac {z}{(1-z)^{2}}}} zeigt.
Koebe untersuchte auch die konformen Abbildungen mehrfach zusammenhängender ebener Gebiete auf von Kreisen berandete Gebiete. Hier bewies er für endlich mehrfach zusammenhängende Gebiete die konforme Äquivalenz (das heißt Existenz schlichter Abbildungen) zu von Kreisen berandeten Gebieten (Kreisnormierungsproblem). Die Untersuchungen wurden z. B. in der Schule von William Thurston weitergeführt, der geometrische Zugänge (über Kugelpackungen) zum riemannschen Abbildungssatz bzw. seinen Erweiterungen im Uniformisierungstheorem untersuchte. Oded Schramm bewies in diesem Zusammenhang 1992 eine bis dahin offene Vermutung von Koebe.
Koebe hielt mit seiner Auffassung der Bedeutung seiner Leistungen nicht hinter dem Berg. In Deutschland zirkulierten zahlreiche Anekdoten über ihn und seine häufig etwas poltrige Art. Sein ehemaliger Assistent Cremer bescheinigt ihm allerdings einen Sinn für Humor und hebt die Lebendigkeit seiner Vorlesungen hervor. Außerdem hebt Cremer hervor, dass Koebe grundsätzlich seine teilweise sehr detailverliebten Veröffentlichungen allein schrieb. Sein Interesse konzentrierte sich auf die Funktionentheorie, obwohl er auch eine Reihe von Arbeiten über clifford-kleinsche Raumformen schrieb. An Anwendungen war er überhaupt nicht interessiert. Sein Spezialgebiet „verteidigte“ er sehr kämpferisch gegen Konkurrenten.

## Anekdoten
Koebe wurde aufgrund seiner gewichtigen Selbsteinschätzung auch Gegenstand von Spott und praktischen Scherzen. Beispielsweise verbreitete man, selbst die Straßenjungen aus Koebes Heimatort Luckenwalde würden den großen Funktionentheoretiker preisen, wie sich Hans Freudenthal erinnerte, der wie Koebe aus Luckenwalde kam (Koebe aber dort nur einmal aus der Ferne gesehen hatte). Gleich bei seinem ersten Tag des Mathematikstudiums in Berlin fragte Ludwig Bieberbach, nachdem er von Freudenthals Heimatort erfahren hatte, nach, ob er auch einer dieser Straßenjungen gewesen sei. Man erzählte, Koebe würde nur anonym in Hotels absteigen, da er es leid sei, die Frage zu beantworten, ob er mit dem großen Funktionentheoretiker verwandt sei, und unter Kollegen bezeichnete man ihn kurz als den größten Funktionentheoretiker aus Luckenwalde.
Bekannt ist ein Vorfall, der sich mit L. E. J. Brouwer ereignete. Dieser beschäftigte sich um 1911 mit der strengen topologischen Begründung des Uniformisierungssatzes von Poincaré und Koebe, auf dem sich Koebes Ruhm gründete. Koebe machte im Anschluss an das Symposium der DMV über automorphe Funktionen im September 1911 in Karlsruhe, bei dem Brouwer seine Arbeit vorstellte und auch Koebe vortrug, selbst Prioritätsansprüche in dieser Angelegenheit geltend und erklärte Brouwers Arbeiten für überflüssig, da die Ergebnisse schon aus seinen eigenen Sätzen folgen würden. Darauf wandte sich Brouwer an Hilbert und später sogar an Poincaré, während er vergebens Koebe aufforderte, seinen eigenen Beweis vorzustellen (den dieser auch nicht erbringen konnte, weil er sich in seinen Prioritätsansprüchen gegenüber dem Pionier der Topologie Brouwer verrannt hatte). Seine eigene Note dazu veröffentlichte Brouwer 1912 in den Nachrichten der Göttinger Akademie. Brouwer hatte auch als kleines Zugeständnis an Koebe diesen in einer Passage erwähnt, fand aber in der veröffentlichten Version eine Umformulierung, die seiner Anerkennung von Koebes Priorität gleichkam. Nach einer Anekdote, die Freudenthal erzählte, sei ein Unbekannter mit tief ins Gesicht gezogenem Hut, hochgeschlagenem Kragen und blauen Brillengläsern beim Drucker vorstellig geworden und hätte Einsicht in die Druckvorlage genommen. Koebe selbst schob dies laut Freudenthal auf einen üblen Streich, den man ihm gespielt habe. Brouwer war empört und kontrollierte in der Folge sehr genau, was er zur Veröffentlichung freigab.
Edmund Landau forderte seine Kollegen, darunter Koebe, auf einer Party in Göttingen auf, anonym auf einem Zettel denjenigen Mathematiker zu benennen, der von sich die höchste Meinung habe. Alle Zettel benannten einfach nur den Namen Koebe, nur auf einem stand Paul Koebe und mit Recht.

## Zitate
„Es gibt viele Gebiete der Mathematik, wo man sich durch Entdeckung neuer Ergebnisse verdient machen kann. Es sind meistens lange und steile Gebirgshänge für meckernde Ziegen. Die Funktionentheorie ist aber mit einem saftigen Marschland zu vergleichen, besonders geeignet für großes Rindvieh.“ Koebe in seinem Referat auf der Jahresversammlung der Deutschen Mathematiker-Vereinigung in Jena 1921, zitiert nach Cremer.

## Schriften
- Über die Uniformisierung beliebiger analytischer Kurven, Göttinger Nachrichten 1907 und weitere Aufsätze im selben Band.
- Über die Uniformisierung der algebraischen Kurven I, Mathematische Annalen 1909, Teil II, Teil III, Teil IV.
- Über die konforme Abbildung mehrfach zusammenhängender ebener Bereiche, insbesondere solcher Bereiche, deren Begrenzung durch Kreise gebildet wird, Jahresbericht DMV 1906.
- Über die konforme Abbildung mehrfach zusammenhängender Bereiche, Jahresbericht DMV 1910.